# Krummes Elsass

Das Krumme Elsass im heutigen Arrondissement Saverne.

Das Krumme Elsass (französisch l’Alsace bossue ‚das bucklige Elsass‘, elsässisch ’s Gromme Elsass) oder „Heckenland“ ist eine hügelige Landschaft im Nordwesten des Elsass. Sie liegt im Arrondissement Saverne, das zum Département Bas-Rhin gehört, und grenzt auf drei Seiten – im Süden, Westen und Norden – an das Département Moselle.

## Geschichte
Nach der Reformation hatte sich die Religionszugehörigkeit nach den politischen Grenzen ausgerichtet. Im 18. Jahrhundert bezeichnete „krummes Elsass“ das Gebiet im Westen des Elsasses, das sich durch sein bewegtes Relief von der flachen Rheinebene abhob. Die dort gezogenen Weine wurden Heckenweine genannt. Das Krumme Elsass deckt sich ungefähr mit der historischen Grafschaft Saarwerden mit der Vogtei Herbitzheim, die über Jahrhunderte eine Exklave der protestantischen Grafschaft Nassau-Saarbrücken war, der Herrschaft Diemeringen sowie der Grafschaft Lützelstein, in der die pfälzischen Wittelsbacher ebenfalls Mitte des 16. Jahrhunderts die Reformation eingeführt hatten. Obwohl die Region weder geographisch noch historisch zum Elsass gehört, erbaten daher nach der endgültigen Annexion durch das revolutionäre Frankreich 1794 die Bewohner des Krummen Elsass den Anschluss ihrer Gemeinden an das Département Bas-Rhin mit seinem starken protestantischen Element anstatt an das stark katholisch geprägte Département Moselle.

## Geographie
Größere Orte im Krummen Elsass sind Sarre-Union, Diemeringen, Drulingen und La Petite-Pierre, die jeweils auch Hauptorte der gleichnamigen Kantone waren. Im Westen wird das Krumme Elsass von der Saar durchflossen, im Osten vom Gebiet der in Frankreich so genannten Nordvogesen begrenzt.
Die meisten der nachfolgend genannten Gemeinden im Krummen Elsass sind Mitglieder der Communauté de communes de l’Alsace Bossue (deutsch Gemeindeverband Krummes Elsass). Alle befinden sich im Wahlkreis Kanton Ingwiller. Diese Orte sind:
| - Adamswiller - Altwiller - Asswiller - Baerendorf - Bettwiller - Berg - Burbach - Butten - Bust - Dehlingen | - Diedendorf - Diemeringen - Drulingen - Durstel - Eschwiller - Eywiller - Gœrlingen - Gungwiller - Harskirchen - Hinsbourg | - Hirschland - Kirrberg - Lorentzen - Mackwiller - Oermingen - Ottwiller - Ratzwiller - Rauwiller - Rexingen - Sarrewerden | - Siewiller - Siltzheim - Thal-Drulingen - Voellerdingen - Volksberg - Waldhambach - Weislingen - Weyer - Wolfskirchen |

## Die jüdische Präsenz
Nachweise von der Präsenz von Juden findet man ab dem Ende des Dreißigjährigen Kriegs in der Mitte des 17. Jahrhunderts.  

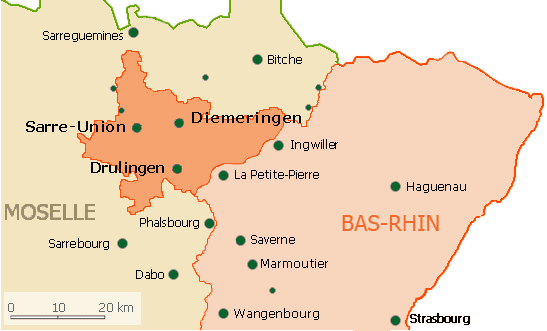
Juden im Krummen Elsass

Die Stellung der Juden war von ihren jeweiligen lokalen Herren abhängig. Vor der Emanzipation der Juden durch die Französische Revolution im Jahr 1791 lag der Status der Juden und insbesondere das Aufenthaltsrecht nicht in der Verantwortung der Landesherren – deutscher Kaiser oder König von Frankreich –, sondern der örtlichen Herren, die eine sehr unterschiedliche Politik verfolgten. Lothringen kannte eine starke Einwanderung ab der zweiten Hälfte des 17. Jahrhunderts, bis Herzog Leopold 1721 die Zahl der jüdischen Familien auf 50 beschränkte. 1753 erlaubte der Herzog Stanislaus I. Leszczyński einer jüdischen Familie die Ansiedelung in Bouquenom. Die Bevölkerung wuchs; im Jahr 1808 lebten 197 Juden in Sarre-Union und 1840 zählte man in Sarre-Union und den umliegenden Gemeinden  400 Personen. Danach nahm die Zahl ab, weil viele Juden in die Städte zogen. Die Orte Diemeringen und Dehlingen gehörten den Rheingrafen von Salm, die die Ansiedelung von Juden förderten. 1808 lebten 96 Juden in beiden Orten. Auch hier gingen die Bevölkerungszahlen ab dem Ende des 19. Jahrhunderts zurück. Struth gehörte der Familie de Fouquerolle, niedrigen Adligen aus dem Elsass. Sie förderten die Ansiedelung von Juden, weil sie von ihnen Steuern, das Schirmgeld, erhoben. Die Zahl wuchs von 70 Personen im Jahr 1784 auf 182 im Jahr 1841, danach nahm sie wieder ab. Seit 1808 war Sarre-Union das Rabbinat des Krummen Elsass und gehörte zum Großrabbinat Straßburg. 
Die Juden im Krummen Elsass gingen den üblichen jüdischen Berufen nach: örtlicher Handel, speziell mit Vieh, Getreide u. ä., Hausierer, Lumpen- und Altmetallsammler. Einige waren als  Geldverleiher kleiner Summen tätig. Die meisten Juden waren arm und lebten in prekären Verhältnissen. Die Familien in Sarre-Union waren reicher, sie mussten bei der Ansiedelung eine größere Geldsumme aufbringen und konnten größere Geschäfte finanzieren.